# Секст Проперций
Секст Пропе́рций (лат. Sextus Propertius; родился, предположительно, около 50 года до н. э., Ассизи, Римская республика — умер вскоре после 15 года до н. э., Рим, Римская империя) — древнеримский элегический поэт. Сохранились четыре книги его «Элегий».

## Жизнь
Младший современник Тибулла, Секст Проперций был выдающимся римским лириком. Он родился примерно в 50 году до н. э., а умер примерно в 15 году до н. э. Отец его был богат, но потерял часть земли при отчуждении её Августом в пользу ветеранов. Проперций входил в кружок Мецената, был другом Овидия.

## Творчество
Проперций написал 4 книги элегий. В основном это стихи посвящены любви поэта к красавице Кинфии, подлинное имя которой, по словам Апулея, было Гостия.
В первых десяти элегиях I книги Проперций пишет о счастье своей любви, а в остальных элегиях этой книги, а также и во II книге он большею частью выражает свою душевную боль от сознания, что Кинфия ему неверна, но поэт все ей прощает.
Проперций — певец страстной любви, видящий цель жизни в любви, поэтому понятны его слова, когда он свою победу над Кинфией ставит выше победы Августа, только что одержанной им над парфянами.
В III книге поэт заявляет, что он освобождается от своей любви и переходит в поэзию к иной тематике. В 11 элегии этой книги Проперций восхваляет Августа и его морскую победу при Акциуме, где принцепсу удалось окончательно сломить его политического противника Антония.
Проперций — верный сторонник александрийской поэзии, он утверждает, что первый перенес в Италию стихи эллинистических мастеров, элегии Каллимаха и Филета.
Следуя за александрийскими поэтами, Проперций вносит в стихи мифологические образы, стремясь через них выразить свои чувства. Так, он сравнивает спящую Кинфию с Ариадной, которая уснула на берегу после отплытия Тесея, сравнивает с Андромедой, освобождённой от оков и уснувшей на берегу реки. Страдающую Кинфию он сравнивает с Брисеидой, Андромахой и Ниобой.

## Переводы
- В серии «Loeb classical library» элегии изданы под № 18.
- В серии «Collection Budé»: Properce. Élégies (nouvelle édition). Texte établi, traduit et commenté par S. Viarre. 2005. LXVII, 417 p.

Русские переводы:
- Элегии Секста Проперция. / Пер. А. А. Фета. СПб, 1888. 178 стр.
- Секст Проперций. Элегии. / Пер. Л. Остроумова. // Валерий Катулл. Альбий Тибулл. Секст Проперций. / Предисл. и ред. Ф. А. Петровского. (Серия «Библиотека античной литературы. Рим»). М.: Гос. изд. худ. лит. 1963. 512 стр. С. 245—454.
- Секст Проперций. Элегии. / Пер. А. И. Любжина. М.: Греко-латинский кабинет. 2004.